# Expédition 17 (ISS)
Insigne de la mission
Équipage de l'expédition 17
Chronologie
Expédition 16 Expédition 18
Expédition 17 est la 17e expédition vers la Station spatiale internationale (ISS). Les deux premiers membres d'équipage, Sergueï Volkov, et Oleg Kononenko ont décollé le 8 avril 2008, à bord de Soyouz TMA-12. Une fois arrivés, ils ont rejoint Garrett Reisman, qui passa de l'Expédition 16 à l'Expédition 17. Ils sont rejoints en juin par Gregory Chamitoff, arrivé à bord de la mission STS-124 de la navette spatiale Discovery.

## Équipages

### Premier équipage (avril 2008àjuin 2008)
- Sergueï Volkov (1) Commandant -  Russie
- Oleg Kononenko (1) Ingénieur de vol -  Russie
- Garrett Reisman (1) Ingénieur de vol -  États-Unis

### Second équipage (juin 2008àoctobre 2008)
- Sergueï Volkov (1) Commandant -  Russie
- Oleg Kononenko (1) Ingénieur de vol -  Russie
- Gregory Chamitoff (1) Ingénieur de vol -  États-Unis

Le chiffre entre parenthèses indique le nombre de vols spatiaux effectués par l'astronaute, Expédition 17 incluse.